# مبورین
مبورین (به انگلیسی: Mebeverine) دارویی است که برای درمان سندرم روده تحریک‌پذیر و گرفتگی و قولنج مربوط به آن مصرف می‌شود.

## مبورین
دسته دارویی: آنتی اسپاسمودیک
ویژگی‌ها و اثرات:
مبورین یک داروی آنتی اسپاسمودیک است که مستقیماً روی عضلات صاف مجرای گوارشی اثر می‌کند. به دلیل اینکه این فعالیت از طریق سیستم عصبی خودکار کنترل نمی‌شود، عوارض جانبی معمول در مصرف داروهای آنتی کولینرژیک، با مصرف این دارو دیده نمی‌شود.

## فارماکوکینتیک
مبورین پس از مصرف از راه دهان، جذب می‌شود.
پیک غلظت پلاسمایی طی ۱ تا ۳ ساعت است. %۷۵ از دارو در پلاسما با آلبومین باند می‌شود. پس از هیدرولیز به فرم veratric acid وmebeverin alcohol متابولیزه می‌شود.
دفع veratric acid از راه ادرار می‌باشد.
mebeverin alcohol نیزبه شکل کربوکسیلیک اسید وکربوکسیلیک اسید دمتیله در ادرار دفع می‌شود.

## موارد مصرف
اختلالات عملکردی اسپاستیک کولون شامل:
- سندرم روده تحریک پذیر در مراحل اولیه
- سندرم کولون تحریک پذیر مرتبط با ضایعات ارگانیک راه‌های گوارشی مثل دایورتیکولیت، بیماریهای کیسه صفرا ومجاری صفراوی، زخم معده و دئودنال، التهاب مجاری گوارشی

## مقدار و نحوه تجویز
۱۳۵ میلی‌گرم سه بار در روز، قبل از غذا همراه با آب بلعیده شود. (از جویدن خودداری شود) ۲۰۰میلی‌گرم از نوع آهسته رهش، دو بار در روز قبل از غذا استفاده شود.

## موارد منع مصرف
- در بیماران با ایلئوس پارالیتیک
- کودکان زیر ده سال
- حساسیت به دارو یا اجزاء آن مثل لاکتوز
برخلاف داروهای شبه آتروپینی در گلوکوم یا هایپر تروفی پروستات منع مصرف ندارد.

## موارد احتیاط
-نارسایی کبدی
-نارسایی کلیوی
-بیماریهای قلبی مثل بلوک قلبی

## بارداری و شیردهی
عوارض تراتوژنسیته در انسان گزارش نشده است. با این حال در حاملگی با احتیاط مصرف شود.
به مقدار کم در شیر ترشح می‌شود ولی معمولاً مشکلی ندارد.

## عوارض جانبی
سردرد، بی اشتهایی، عوارض گوارشی، سرگیجه، برادیکاردی، راش، آنژیوادم، تورم لب‌ها در موارد مصرف بیش از حد، تحریک سیستم اعصاب مرکزی قابل پیش بینی است.

## بسته‌بندی
قرص‌های ۱۳۵ میلی‌گرمی، جعبه ۳۰ عددی